# الشجرة المحرمة

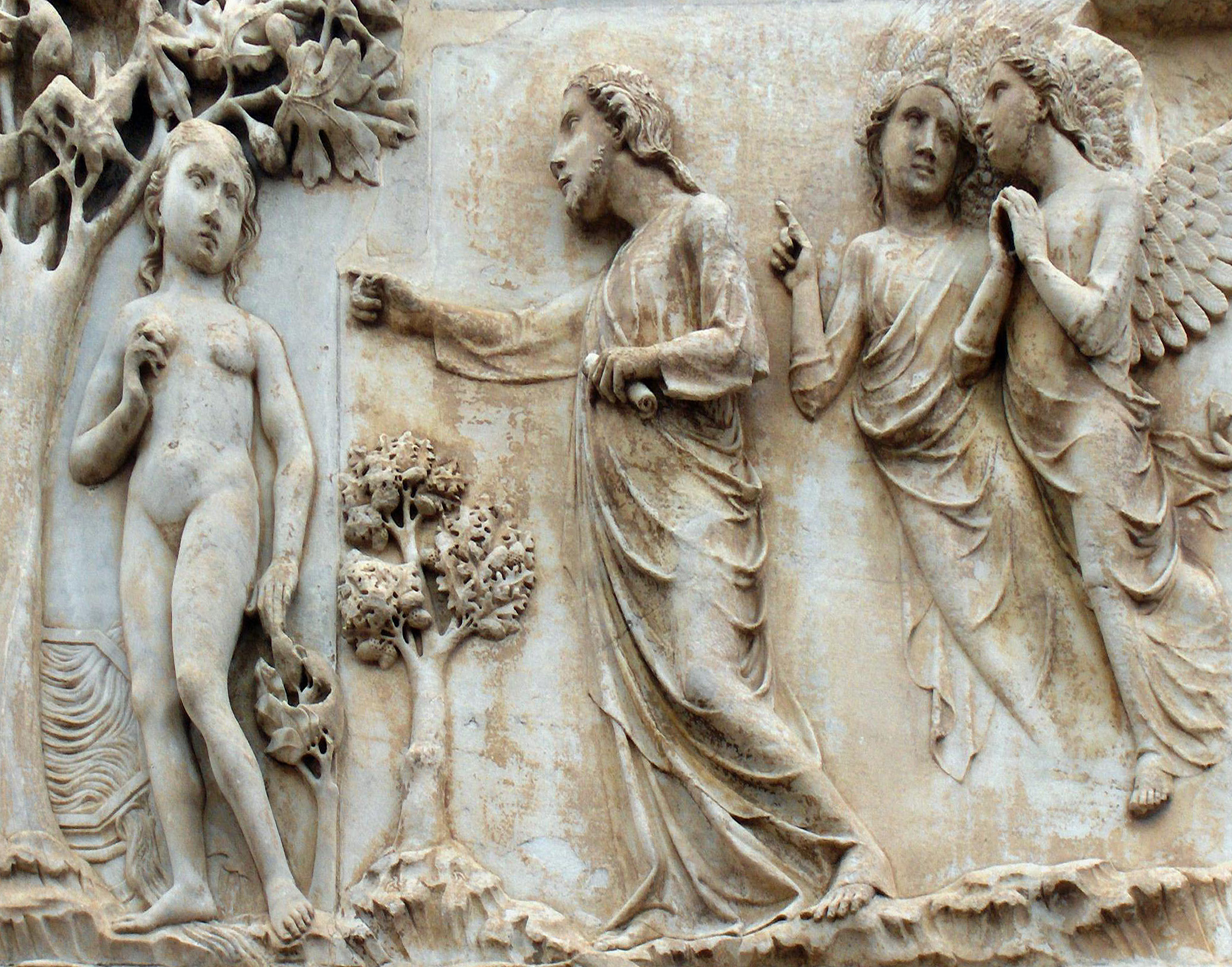
نقش لورينزو مايتاني في كاتدرائية أورفيتو، إيطاليا. يصور حواء والشجرة.

الشجرة المحرمة أو المعروفة بالشجرة المنهي عنها هي الشجرة الموجودة في الجنة، التي حرم الله على آدم وحواء الأكل من ثمارها. تدعى أيضا بشجرة المعرفة (معرفة الخير والشر) وقد أكل آدم وحواء منها رغم كونها محرمة، مما أدى إلى طردهم من الجنة.

## في الإسلام
لقد جاء ذكر هذه الشجرة المحرمة في القرآن بقوله تعالى: ﴿فَقُلْنَا يَا آدَمُ إِنَّ هَذَا عَدُوٌّ لَكَ وَلِزَوْجِكَ فَلَا يُخْرِجَنَّكُمَا مِنَ الْجَنَّةِ فَتَشْقَى ۝١١٧ إِنَّ لَكَ أَلَّا تَجُوعَ فِيهَا وَلَا تَعْرَى ۝١١٨ وَأَنَّكَ لَا تَظْمَأُ فِيهَا وَلَا تَضْحَى ۝١١٩ فَوَسْوَسَ إِلَيْهِ الشَّيْطَانُ قَالَ يَا آدَمُ هَلْ أَدُلُّكَ عَلَى شَجَرَةِ الْخُلْدِ وَمُلْكٍ لَا يَبْلَى ۝١٢٠ فَأَكَلَا مِنْهَا فَبَدَتْ لَهُمَا سَوْآتُهُمَا وَطَفِقَا يَخْصِفَانِ عَلَيْهِمَا مِنْ وَرَقِ الْجَنَّةِ وَعَصَى آدَمُ رَبَّهُ فَغَوَى ۝١٢١﴾ [طه:117–121]

## في سفر التكوين

### الرواية
يروي سفر التكوين 2 أن يهوه يضع الرجل والمرأة الأولين في جنة فيها أشجار حيث يمكنهما الأكل من جميع ثمارها، لكنه يمنعهما من الأكل من «شجرة المعرفة الخير والشر». وعندما تقنع الأفعى، في سفر التكوين 3، المرأة بأن تأكل من الفاكهة المحرمة، وتجعل الرجل يتذوقها أيضًا، يُطردهما الله من الجنة.

### معنىالخير والشر
تترجم العبارة العبرية: טוֹב וָרָע، tov wa-raʿ، حرفيًا بمعنى الخير والشر. قد تكون هذه العبارة مثالًا لنوع الخطاب المعروف بالتقاسمية، وهو أداة أدبية تجمع المصطلحات المتعاكسة معًا لخلق معنى عام، لذا فإن عبارة «الخير والشر» تعني ببساطة «كل شيء». يظهر هذا في تعبير الشر-الخير المصري، الذي يستخدم عادةً بمعنى «كل شيء». في الأدب اليوناني، يستخدم هوميروس أيضًا هذه الأداة عندما يجعل تيليماخوس يقول: «أود معرفة كل شيء، الخير والشر»؛ ورغم أن الكلمات المستخدمة هي: ἐσθλός، للدلالة على «الخير» وχερείων  للدلالة على «الشر»، يمكن وصفهما بشكل أفضل بمعنى «الأسمى» و«الأدنى».
ولكن، إذا فهمنا أن شجرة معرفة الخير والشر هي الشجرة التي تمنح ثمرتها معرفة كل شيء، فإن هذه العبارة لا تشير بالضرورة إلى مفهوم أخلاقي. ويؤيِّد العديد من الباحثين هذا الرأي.
ولكن في سياق عصيان الله، يجب مراعاة التفسيرات الأخرى للآثار المترتبة على هذه العبارة أيضًا. يؤكد روبرت ألتر على النقطة التي تقول إنه عندما منع الله الرجل من الأكل من تلك الشجرة بالذات، فإنه قال له إنه إذا فعل ذلك، فإنه «محكوم عليه بالموت». تستخدم  الكلمات العبرية المعبرة عن هذه الصيغة بانتظام في الكتاب المقدس العبري لإصدار أحكام الإعدام.

## وجهات النظر الدينية

### اليهودية
في التقاليد اليهودية، تمثل شجرة المعرفة وأكل ثمارها بداية امتزاج الخير والشر معًا. قبل ذلك الوقت، كان الاثنان منفصلين، وكانت إمكانية وجود الشر غامضة. بينما كان الاختيار الحر موجودًا قبل تناول الفاكهة، كان الشر موجودًا ككيان منفصل عن النفس البشرية، ولم تكن الرغبة فيه من الطبيعة البشرية. غيّر أكل الفاكهة المحرمة واستيعابها هذا، وهكذا ولدت يتيزر هارا (yetzer hara)، النزعة الشريرة. يقول راشي في ملاحظاته على سفر التكوين 3: 3، نشأت الخطيئة الأولى لأن حواء أضافت جملة إضافية إلى الأمر الإلهي هي: ولا يجب أن تلمسه. بقولها هذا، أضافت حواء إلى أمر يهوه وبذلك انتقصت منه، وفقًا لما هو مكتوب في سفر الأمثال 30: 6: لا تزد على كلماته. ولكن، في أساطير اليهود، يكون آدم هو الذي يمنع حواء بشدة من لمس الشجرة رغم أن الله لم يمنع سوى أكل الفاكهة.
عندما أكل آدم من شجرة المعرفة، أكلت جميع الحيوانات منها أيضًا.
في القبالة، جلبت خطيئة شجرة المعرفة (المسماة Cheit Eitz HaDa'at) مهمة بيروريم (الغربلة) العظيمة، وهي غربلة مزيج الخير والشر في العالم لاستخراج وتحرير شرارات القداسة العالقة فيه. وبما أن الشر لم يعد له وجود مستقل، أصبح يُعتمد منذ ذلك الحين فصاعدًا على القداسة لجلب قوة الحياة الإلهية، التي تغذي «بقاياها» الوجود ويستمد منها. بمجرد فصل الشر عن القداسة بواسطة البيروريم، ينقطع مصدر حياته، ما يؤدي إلى زوال الشر. يُحقق ذلك من خلال مراعاة 613 وصية في التوراة، والتي تتناول بشكل أساسي الأمور المادية التي يخلتط فيها الخير والشر معًا. وهكذا، تُعد مهمة البيروريم هي تصحح خطيئة الشجرة وإعادة حضرة الله (الشيكينة) إلى الأرض، بعد أن تسببت خطيئة الشجرة في رحيلها.